# Elezioni comunali nel Lazio del 2017
Le elezioni comunali nel Lazio del 2017 si sono tenute l'11 giugno (con ballottaggio il 25 giugno).

## Roma

### Ardea
| Candidati                       | Candidati                 | II turno              | II turno              | I turno | I turno | Liste                                  | Voti   | %     | Seggi |
| Candidati                       | Candidati                 | Voti                  | %                     | Voti    | %       | Liste                                  | Voti   | %     | Seggi |
| ------------------------------- | ------------------------- | --------------------- | --------------------- | ------- | ------- | -------------------------------------- | ------ | ----- | ----- |
|                                 | Mario Savarese ✔️ Sindaco | 8 954                 | 62,80                 | 6 109   | 32,40   | Movimento 5 Stelle                     | 5 817  | 31,52 | 15    |
|                                 | Alfredo Cugini            | 5 304                 | 37,20                 | 7 344   | 38,95   | Con la gente per Ardea                 | 1 860  | 10,08 | 2     |
| Arde@ Futura                    | Alfredo Cugini            | 5 304                 | 37,20                 | 7 344   | 38,95   | 1 708                                  | 9,26   | 2     |       |
| Direzione Italia-Cuori italiani | Alfredo Cugini            | 5 304                 | 37,20                 | 7 344   | 38,95   | 1 509                                  | 8,18   | 1     |       |
| Patto per Ardea                 | Alfredo Cugini            | 5 304                 | 37,20                 | 7 344   | 38,95   | 941                                    | 5,10   | 1     |       |
| Ardea Democratica               | Alfredo Cugini            | 5 304                 | 37,20                 | 7 344   | 38,95   | 889                                    | 4,82   | –     |       |
| Ardea valore comune             | Alfredo Cugini            | 5 304                 | 37,20                 | 7 344   | 38,95   | 270                                    | 1,46   | –     |       |
| Movimento Diritti e futuro      | Alfredo Cugini            | 5 304                 | 37,20                 | 7 344   | 38,95   | 170                                    | 0,92   | –     |       |
| Seggio di coalizione            | Seggio di coalizione      | Seggio di coalizione  | 37,20                 | 7 344   | 38,95   | 1                                      |        |       |       |
|                                 | Alessandra Cantore        | Alessandra Cantore    | Alessandra Cantore    | 1 494   | 7,92    | Lista per Cantore Sindaco              | 822    | 4,45  | –     |
| Presenza popolare (A)           | Alessandra Cantore        | Alessandra Cantore    | Alessandra Cantore    | 1 494   | 7,92    | 605                                    | 3,28   | –     |       |
| Ardea cambia mente              | Alessandra Cantore        | Alessandra Cantore    | Alessandra Cantore    | 1 494   | 7,92    | 119                                    | 0,64   | –     |       |
| Seggio di coalizione            | Seggio di coalizione      | Seggio di coalizione  | Alessandra Cantore    | 1 494   | 7,92    | 1                                      |        |       |       |
|                                 | Massimiliano Giordani     | Massimiliano Giordani | Massimiliano Giordani | 1 299   | 6,89    | Fratelli d'Italia - Alleanza Nazionale | 1 239  | 6,71  | –     |
| Seggio di coalizione            | Seggio di coalizione      | Seggio di coalizione  | Massimiliano Giordani | 1 299   | 6,89    | 1                                      |        |       |       |
|                                 | Luca Fanco                | Luca Fanco            | Luca Fanco            | 1 164   | 6,17    | Movimento civico per Ardea             | 1 164  | 6,31  | –     |
| Seggio di coalizione            | Seggio di coalizione      | Seggio di coalizione  | Luca Fanco            | 1 164   | 6,17    | 1                                      |        |       |       |
|                                 | Luca Vita                 | Luca Vita             | Luca Vita             | 645     | 3,42    | Adrea domani                           | 630    | 3,41  | –     |
|                                 | Monica Fasoli             | Monica Fasoli         | Monica Fasoli         | 480     | 2,55    | Liberiamo Ardea                        | 463    | 2,51  | –     |
|                                 | Barbara Tamanti           | Barbara Tamanti       | Barbara Tamanti       | 320     | 1,70    | La Sinistra che vogliamo ad Ardea      | 278    | 1,51  | –     |
| Totale                          | Totale                    | 14 258                | 100                   | 18 855  | 100     |                                        | 18 453 | 100   | 24    |
|                                 |                           |                       |                       |         |         |                                        |        |       |       |
| Schede bianche                  | Schede bianche            | 40                    | 0,28                  | 79      | 0,40    |                                        |        |       |       |
| Schede nulle                    | Schede nulle              | 141                   | 0,98                  | 584     | 2,99    |                                        |        |       |       |
| Votanti                         | Votanti                   | 14 439                | 39,57                 | 19 518  | 53,48   |                                        |        |       |       |
| Elettori                        | Elettori                  | 36 494                |                       | 36 494  |         |                                        |        |       |       |
|                                 |                           |                       |                       |         |         |                                        |        |       |       |
| Fonte: Ministero dell'interno   |                           |                       |                       |         |         |                                        |        |       |       |

1. ↑  Include Partito Comunista Italiano, Rifondazione Comunista e Sinistra Italiana

### Cerveteri
| Candidati                              | Candidati                   | II turno                    | II turno                    | I turno | I turno | Liste                                         | Voti   | %     | Seggi |
| Candidati                              | Candidati                   | Voti                        | %                           | Voti    | %       | Liste                                         | Voti   | %     | Seggi |
| -------------------------------------- | --------------------------- | --------------------------- | --------------------------- | ------- | ------- | --------------------------------------------- | ------ | ----- | ----- |
|                                        | Alessio Pascucci ✔️ Sindaco | 8 627                       | 65,44                       | 8 306   | 47,31   | Governo civico                                | 2 582  | 15,55 | 6     |
| Futuro democratico                     | Alessio Pascucci ✔️ Sindaco | 8 627                       | 65,44                       | 8 306   | 47,31   | 1 207                                         | 7,27   | 3     |       |
| Anno zero                              | Alessio Pascucci ✔️ Sindaco | 8 627                       | 65,44                       | 8 306   | 47,31   | 1 156                                         | 6,96   | 2     |       |
| Federazione dei Verdi                  | Alessio Pascucci ✔️ Sindaco | 8 627                       | 65,44                       | 8 306   | 47,31   | 1 017                                         | 6,13   | 2     |       |
| Noi per Cerveteri                      | Alessio Pascucci ✔️ Sindaco | 8 627                       | 65,44                       | 8 306   | 47,31   | 983                                           | 5,92   | 2     |       |
| Frazioni per Pascucci Sindaco          | Alessio Pascucci ✔️ Sindaco | 8 627                       | 65,44                       | 8 306   | 47,31   | 320                                           | 1,93   | –     |       |
| La voce dei consumatori                | Alessio Pascucci ✔️ Sindaco | 8 627                       | 65,44                       | 8 306   | 47,31   | 231                                           | 1,39   | –     |       |
|                                        | Anna Lisa Belardinelli      | 4 557                       | 34,56                       | 2 511   | 14,30   | Capacità e passione                           | 812    | 4,89  | 1     |
| Anna Lisa Belardinelli Sindaco         | Anna Lisa Belardinelli      | 4 557                       | 34,56                       | 2 511   | 14,30   | 579                                           | 3,49   | 1     |       |
| Noi con Guido Rossi                    | Anna Lisa Belardinelli      | 4 557                       | 34,56                       | 2 511   | 14,30   | 522                                           | 3,14   | –     |       |
| Fratelli d'Italia - Alleanza Nazionale | Anna Lisa Belardinelli      | 4 557                       | 34,56                       | 2 511   | 14,30   | 511                                           | 3,08   | –     |       |
| Seggio di coalizione                   | Seggio di coalizione        | Seggio di coalizione        | 34,56                       | 2 511   | 14,30   | 1                                             |        |       |       |
|                                        | Salvatore Orsomando         | Salvatore Orsomando         | Salvatore Orsomando         | 2 135   | 12,16   | Trasparenza legalità                          | 779    | 4,69  | 1     |
| Forza Italia                           | Salvatore Orsomando         | Salvatore Orsomando         | Salvatore Orsomando         | 2 135   | 12,16   | 511                                           | 3,08   | –     |       |
| Noi con Salvini                        | Salvatore Orsomando         | Salvatore Orsomando         | Salvatore Orsomando         | 2 135   | 12,16   | 503                                           | 3,03   | –     |       |
| Terra libera                           | Salvatore Orsomando         | Salvatore Orsomando         | Salvatore Orsomando         | 2 135   | 12,16   | 335                                           | 2,02   | –     |       |
| Seggio di coalizione                   | Seggio di coalizione        | Seggio di coalizione        | Salvatore Orsomando         | 2 135   | 12,16   | 1                                             |        |       |       |
|                                        | Margherita Tassitano        | Margherita Tassitano        | Margherita Tassitano        | 1 787   | 10,18   | Cambiare Cerveteri                            | 534    | 3,22  | 1     |
| Tassitano Sindaco                      | Margherita Tassitano        | Margherita Tassitano        | Margherita Tassitano        | 1 787   | 10,18   | 470                                           | 2,83   | –     |       |
| Cuori cerveterani                      | Margherita Tassitano        | Margherita Tassitano        | Margherita Tassitano        | 1 787   | 10,18   | 434                                           | 2,61   | –     |       |
| ViviCerveteri nei tredici territori    | Margherita Tassitano        | Margherita Tassitano        | Margherita Tassitano        | 1 787   | 10,18   | 420                                           | 2,53   | –     |       |
| Seggio di coalizione                   | Seggio di coalizione        | Seggio di coalizione        | Margherita Tassitano        | 1 787   | 10,18   | 1                                             |        |       |       |
|                                        | Juri Marini                 | Juri Marini                 | Juri Marini                 | 1 002   | 5,71    | Partito Democratico                           | 884    | 5,32  | –     |
| Insieme                                | Juri Marini                 | Juri Marini                 | Juri Marini                 | 1 002   | 5,71    | 151                                           | 0,91   | –     |       |
| Seggio di coalizione                   | Seggio di coalizione        | Seggio di coalizione        | Juri Marini                 | 1 002   | 5,71    | 1                                             |        |       |       |
|                                        | Francesco Saverio Garbarino | Francesco Saverio Garbarino | Francesco Saverio Garbarino | 1 001   | 5,70    | Movimento 5 Stelle                            | 947    | 5,70  | –     |
| Seggio di coalizione                   | Seggio di coalizione        | Seggio di coalizione        | Francesco Saverio Garbarino | 1 001   | 5,70    | 1                                             |        |       |       |
|                                        | Pio De Angelis              | Pio De Angelis              | Pio De Angelis              | 406     | 2,31    | Pio De Angelis Sindaco                        | 340    | 2,05  | –     |
|                                        | Sforza Ruspoli              | Sforza Ruspoli              | Sforza Ruspoli              | 227     | 1,29    | Nessun dorma                                  | 198    | 1,19  | –     |
|                                        | Candida Pittoritto          | Candida Pittoritto          | Candida Pittoritto          | 96      | 0,55    | Movimento Sociale Italiano - Destra Nazionale | 91     | 0,55  | –     |
|                                        | Roberto Menasci             | Roberto Menasci             | Roberto Menasci             | 85      | 0,48    | Socialis Cerveteri                            | 85     | 0,51  | –     |
| Totale                                 | Totale                      | 13 184                      | 100                         | 17 557  | 100     |                                               | 16 602 | 100   | 24    |
|                                        |                             |                             |                             |         |         |                                               |        |       |       |
| Schede bianche                         | Schede bianche              | 75                          | 0,56                        | 98      | 0,54    |                                               |        |       |       |
| Schede nulle                           | Schede nulle                | 216                         | 1,60                        | 478     | 2,64    |                                               |        |       |       |
| Votanti                                | Votanti                     | 13 475                      | 45,09                       | 18 133  | 60,67   |                                               |        |       |       |
| Elettori                               | Elettori                    | 29 886                      |                             | 29 886  |         |                                               |        |       |       |
|                                        |                             |                             |                             |         |         |                                               |        |       |       |
| Fonte: Ministero dell'interno          |                             |                             |                             |         |         |                                               |        |       |       |

### Fonte Nuova
| Candidati                     | Candidati                 | II turno             | II turno             | I turno | I turno | Liste                    | Voti   | %     | Seggi |
| Candidati                     | Candidati                 | Voti                 | %                    | Voti    | %       | Liste                    | Voti   | %     | Seggi |
| ----------------------------- | ------------------------- | -------------------- | -------------------- | ------- | ------- | ------------------------ | ------ | ----- | ----- |
|                               | Piero Presutti ✔️ Sindaco | 4 609                | 61,83                | 3 922   | 32,44   | Per Fare                 | 2 354  | 19,89 | 10    |
| Cambia Rotta La Prua          | Piero Presutti ✔️ Sindaco | 4 609                | 61,83                | 3 922   | 32,44   | 937                      | 7,92   | 3     |       |
| Fratelli d'Italia             | Piero Presutti ✔️ Sindaco | 4 609                | 61,83                | 3 922   | 32,44   | 545                      | 4,60   | 2     |       |
| Gente di Fonte Nuova          | Piero Presutti ✔️ Sindaco | 4 609                | 61,83                | 3 922   | 32,44   | 107                      | 0,90   | –     |       |
|                               | Graziano Di Buò           | 2 845                | 38,17                | 1 639   | 13,56   | Vita Nuova Di Buò        | 907    | 7,66  | 1     |
| Direzione Italia              | Graziano Di Buò           | 2 845                | 38,17                | 1 639   | 13,56   | 425                      | 3,59   | –     |       |
| Fonte Nuova Futura            | Graziano Di Buò           | 2 845                | 38,17                | 1 639   | 13,56   | 235                      | 1,99   | –     |       |
| Seggio di coalizione          | Seggio di coalizione      | Seggio di coalizione | 38,17                | 1 639   | 13,56   | 1                        |        |       |       |
|                               | Alessandro Buffa          | Alessandro Buffa     | Alessandro Buffa     | 1 612   | 13,33   | Movimento 5 Stelle       | 1 540  | 13,01 | 1     |
| Seggio di coalizione          | Seggio di coalizione      | Seggio di coalizione | Alessandro Buffa     | 1 612   | 13,33   | 1                        |        |       |       |
|                               | Federico Del Baglivo      | Federico Del Baglivo | Federico Del Baglivo | 1 419   | 11,74   | Partito Democratico      | 1 199  | 10,13 | –     |
| Dalla Parte di Fonte Nuova    | Federico Del Baglivo      | Federico Del Baglivo | Federico Del Baglivo | 1 419   | 11,74   | 177                      | 1,50   | –     |       |
| Seggio di coalizione          | Seggio di coalizione      | Seggio di coalizione | Federico Del Baglivo | 1 419   | 11,74   | 1                        |        |       |       |
|                               | Gian Maria Spurio         | Gian Maria Spurio    | Gian Maria Spurio    | 1 143   | 9,45    | Forza Italia (A)         | 1 103  | 9,32  | 1     |
| Seggio di coalizione          | Seggio di coalizione      | Seggio di coalizione | Gian Maria Spurio    | 1 143   | 9,45    | 1                        |        |       |       |
|                               | Antonio Di Pietro         | Antonio Di Pietro    | Antonio Di Pietro    | 867     | 7,17    | Rinascita di Fonte Nuova | 851    | 7,19  | –     |
| Seggio di coalizione          | Seggio di coalizione      | Seggio di coalizione | Antonio Di Pietro    | 867     | 7,17    | 1                        |        |       |       |
|                               | Marco Di Bitonto          | Marco Di Bitonto     | Marco Di Bitonto     | 867     | 7,17    | Noi con Salvini (A)      | 781    | 6,60  | –     |
| Seggio di coalizione          | Seggio di coalizione      | Seggio di coalizione | Marco Di Bitonto     | 867     | 7,17    | 1                        |        |       |       |
|                               | Roberto Blasi             | Roberto Blasi        | Roberto Blasi        | 474     | 3,92    | Insieme per Fonte Nuova  | 460    | 3,89  | –     |
|                               | Donatella Ibba            | Donatella Ibba       | Donatella Ibba       | 230     | 1,90    | Fonte Nuova è Nostra     | 215    | 1,82  | –     |
| Totale                        | Totale                    | 7 454                | 100                  | 12 090  | 100     |                          | 11 836 | 100   | 24    |
|                               |                           |                      |                      |         |         |                          |        |       |       |
| Fonte: Ministero dell'interno |                           |                      |                      |         |         |                          |        |       |       |

### Frascati
| Candidati                     | Candidati                      | II turno             | II turno             | I turno | I turno | Liste                           | Voti  | %     | Seggi |
| Candidati                     | Candidati                      | Voti                 | %                    | Voti    | %       | Liste                           | Voti  | %     | Seggi |
| ----------------------------- | ------------------------------ | -------------------- | -------------------- | ------- | ------- | ------------------------------- | ----- | ----- | ----- |
|                               | Roberto Mastrosanti ✔️ Sindaco | 4 240                | 53,62                | 3 181   | 30,85   | Insieme per Mastrosanti sindaco | 1 202 | 13,71 | 4     |
| Mastrosanti sindaco           | Roberto Mastrosanti ✔️ Sindaco | 4 240                | 53,62                | 3 181   | 30,85   | 771                             | 8,80  | 3     |       |
| Prima Frascati                | Roberto Mastrosanti ✔️ Sindaco | 4 240                | 53,62                | 3 181   | 30,85   | 368                             | 4,20  | 1     |       |
| Coalizione civica Frascati    | Roberto Mastrosanti ✔️ Sindaco | 4 240                | 53,62                | 3 181   | 30,85   | 356                             | 4,06  | 1     |       |
| Progetto Frascati             | Roberto Mastrosanti ✔️ Sindaco | 4 240                | 53,62                | 3 181   | 30,85   | 326                             | 3,72  | 1     |       |
|                               | Raffaele Pagnozzi              | 3 667                | 46,38                | 3 706   | 35,95   | Partito Democratico             | 1 201 | 13,70 | 1     |
| E ora... Frascati             | Raffaele Pagnozzi              | 3 667                | 46,38                | 3 706   | 35,95   | 1 082                           | 12,34 | 1     |       |
| Fare per Frascati             | Raffaele Pagnozzi              | 3 667                | 46,38                | 3 706   | 35,95   | 811                             | 9,25  | 1     |       |
| Frascati in comune            | Raffaele Pagnozzi              | 3 667                | 46,38                | 3 706   | 35,95   | 316                             | 3,60  | –     |       |
| Centro Democratico            | Raffaele Pagnozzi              | 3 667                | 46,38                | 3 706   | 35,95   | 220                             | 2,51  | –     |       |
| Seggio di coalizione          | Seggio di coalizione           | Seggio di coalizione | 46,38                | 3 706   | 35,95   | 1                               |       |       |       |
|                               | Lucia Santoro                  | Lucia Santoro        | Lucia Santoro        | 1 798   | 17,44   | Movimento 5 Stelle              | 1 713 | 19,54 | –     |
| Seggio di coalizione          | Seggio di coalizione           | Seggio di coalizione | Lucia Santoro        | 1 798   | 17,44   | 1                               |       |       |       |
|                               | Mirko Fiasco                   | Mirko Fiasco         | Mirko Fiasco         | 1 309   | 12,70   | Frascati futura                 | 833   | 9,50  | –     |
| Territorio protagonista       | Mirko Fiasco                   | Mirko Fiasco         | Mirko Fiasco         | 1 309   | 12,70   | 370                             | 4,22  | –     |       |
| Seggio di coalizione          | Seggio di coalizione           | Seggio di coalizione | Mirko Fiasco         | 1 309   | 12,70   | 1                               |       |       |       |
|                               | Alessandro Spalletta           | Alessandro Spalletta | Alessandro Spalletta | 316     | 3,06    | Responsabilità                  | 297   | 3,39  | –     |
| Totale                        | Totale                         | 7 907                | 100                  | 10 310  | 100     |                                 | 8 766 | 100   | 16    |
|                               |                                |                      |                      |         |         |                                 |       |       |       |
| Schede bianche                | Schede bianche                 | 47                   | 0,58                 | 46      | 0,43    |                                 |       |       |       |
| Schede nulle                  | Schede nulle                   | 172                  | 2,12                 | 405     | 3,76    |                                 |       |       |       |
| Votanti                       | Votanti                        | 8 126                | 45,14                | 10 761  | 59,78   |                                 |       |       |       |
| Elettori                      | Elettori                       | 18 002               |                      | 18 002  |         |                                 |       |       |       |
|                               |                                |                      |                      |         |         |                                 |       |       |       |
| Fonte: Ministero dell'interno |                                |                      |                      |         |         |                                 |       |       |       |

1. ↑  Include Forza Italia, Noi con Salvini e Fratelli d'Italia - Alleanza Nazionale

### Grottaferrata
| Candidati                             | Candidati                    | II turno             | II turno             | I turno | I turno | Liste                                  | Voti  | %     | Seggi |
| Candidati                             | Candidati                    | Voti                 | %                    | Voti    | %       | Liste                                  | Voti  | %     | Seggi |
| ------------------------------------- | ---------------------------- | -------------------- | -------------------- | ------- | ------- | -------------------------------------- | ----- | ----- | ----- |
|                                       | Luciano Andreotti ✔️ Sindaco | 3 223                | 55,16                | 1 929   | 22,33   | Luciano Andreotti sindaco              | 933   | 11,63 | 6     |
| Con voi                               | Luciano Andreotti ✔️ Sindaco | 3 223                | 55,16                | 1 929   | 22,33   | 397                                    | 4,95  | 2     |       |
| Prima Grottaferrata                   | Luciano Andreotti ✔️ Sindaco | 3 223                | 55,16                | 1 929   | 22,33   | 311                                    | 3,88  | 1     |       |
| Il faro                               | Luciano Andreotti ✔️ Sindaco | 3 223                | 55,16                | 1 929   | 22,33   | 243                                    | 3,03  | 1     |       |
|                                       | Stefano Bertuzzi             | 2 620                | 44,84                | 1 930   | 22,34   | Partito Democratico                    | 1 170 | 14,58 | 1     |
| Con Bertuzzi per Grottaferrata        | Stefano Bertuzzi             | 2 620                | 44,84                | 1 930   | 22,34   | 515                                    | 6,42  | –     |       |
| Unione di Centro-Alternativa Popolare | Stefano Bertuzzi             | 2 620                | 44,84                | 1 930   | 22,34   | 114                                    | 1,42  | –     |       |
| Seggio di coalizione                  | Seggio di coalizione         | Seggio di coalizione | 44,84                | 1 930   | 22,34   | 1                                      |       |       |       |
|                                       | Rita Consoli                 | Rita Consoli         | Rita Consoli         | 1 589   | 18,39   | La Città al Governo                    | 788   | 9,82  | 1     |
| Per Rita Consoli sindaco              | Rita Consoli                 | Rita Consoli         | Rita Consoli         | 1 589   | 18,39   | 633                                    | 7,89  | –     |       |
| Seggio di coalizione                  | Seggio di coalizione         | Seggio di coalizione | Rita Consoli         | 1 589   | 18,39   | 1                                      |       |       |       |
|                                       | Maurizio Scardecchia         | Maurizio Scardecchia | Maurizio Scardecchia | 1 388   | 16,06   | Movimento 5 Stelle                     | 1 324 | 16,50 | –     |
| Seggio di coalizione                  | Seggio di coalizione         | Seggio di coalizione | Maurizio Scardecchia | 1 388   | 16,06   | 1                                      |       |       |       |
|                                       | Gianluca Paolucci            | Gianluca Paolucci    | Gianluca Paolucci    | 1 067   | 12,35   | Grottaferrata una alleanza cittadina   | 541   | 6,74  | –     |
| Gente libera                          | Gianluca Paolucci            | Gianluca Paolucci    | Gianluca Paolucci    | 1 067   | 12,35   | 374                                    | 4,66  | –     |       |
| Seggio di coalizione                  | Seggio di coalizione         | Seggio di coalizione | Gianluca Paolucci    | 1 067   | 12,35   | 1                                      |       |       |       |
|                                       | Moira Masi                   | Moira Masi           | Moira Masi           | 539     | 6,24    | Fratelli d'Italia - Alleanza Nazionale | 217   | 2,70  | –     |
| Noi con Salvini                       | Moira Masi                   | Moira Masi           | Moira Masi           | 539     | 6,24    | 188                                    | 2,34  | –     |       |
| Uniti per Grottaferrata               | Moira Masi                   | Moira Masi           | Moira Masi           | 539     | 6,24    | 78                                     | 0,97  | –     |       |
|                                       | Paolo Campanile              | Paolo Campanile      | Paolo Campanile      | 198     | 2,29    | CasaPound Italia                       | 198   | 2,47  | –     |
| Totale                                | Totale                       | 5 843                | 100                  | 8 640   | 100     |                                        | 8 024 | 100   | 16    |
|                                       |                              |                      |                      |         |         |                                        |       |       |       |
| Schede bianche                        | Schede bianche               | 40                   | 0,66                 | 42      | 0,47    |                                        |       |       |       |
| Schede nulle                          | Schede nulle                 | 183                  | 3,02                 | 213     | 2,39    |                                        |       |       |       |
| Votanti                               | Votanti                      | 6 066                | 37,31                | 8 895   | 54,70   |                                        |       |       |       |
| Elettori                              | Elettori                     | 16 260               |                      | 16 260  |         |                                        |       |       |       |
|                                       |                              |                      |                      |         |         |                                        |       |       |       |
| Fonte: Ministero dell'interno         |                              |                      |                      |         |         |                                        |       |       |       |

### Guidonia Montecelio
| Candidati                            | Candidati                | II turno             | II turno          | I turno | I turno | Liste                                  | Voti   | %     | Seggi |
| Candidati                            | Candidati                | Voti                 | %                 | Voti    | %       | Liste                                  | Voti   | %     | Seggi |
| ------------------------------------ | ------------------------ | -------------------- | ----------------- | ------- | ------- | -------------------------------------- | ------ | ----- | ----- |
|                                      | Michel Barbet ✔️ Sindaco | 10 586               | 51,50             | 6 504   | 20,63   | Movimento 5 Stelle                     | 6 271  | 20,60 | 15    |
|                                      | Emanuele Di Silvio       | 9 991                | 48,60             | 8 514   | 27,01   | Partito Democratico                    | 5 367  | 17,63 | 3     |
| Di Silvio sindaco                    | Emanuele Di Silvio       | 9 991                | 48,60             | 8 514   | 27,01   | 1 321                                  | 4,34   | –     |       |
| Alternativa Popolare                 | Emanuele Di Silvio       | 9 991                | 48,60             | 8 514   | 27,01   | 1 220                                  | 4,01   | –     |       |
| Sinistra per Guidonia                | Emanuele Di Silvio       | 9 991                | 48,60             | 8 514   | 27,01   | 374                                    | 1,23   | –     |       |
| Seggio di coalizione                 | Seggio di coalizione     | Seggio di coalizione | 48,60             | 8 514   | 27,01   | 1                                      |        |       |       |
|                                      | Aldo Cerroni             | Aldo Cerroni         | Aldo Cerroni      | 6 220   | 19,73   | Guidonia domani                        | 2 309  | 7,58  | 1     |
| Il Biplano                           | Aldo Cerroni             | Aldo Cerroni         | Aldo Cerroni      | 6 220   | 19,73   | 1 737                                  | 5,71   | 1     |       |
| Movimento futuro Italia              | Aldo Cerroni             | Aldo Cerroni         | Aldo Cerroni      | 6 220   | 19,73   | 1 062                                  | 3,49   | –     |       |
| Nuovo progetto                       | Aldo Cerroni             | Aldo Cerroni         | Aldo Cerroni      | 6 220   | 19,73   | 767                                    | 2,52   | –     |       |
| Seggio di coalizione                 | Seggio di coalizione     | Seggio di coalizione | Aldo Cerroni      | 6 220   | 19,73   | 1                                      |        |       |       |
|                                      | Arianna Cacioni          | Arianna Cacioni      | Arianna Cacioni   | 3 696   | 11,72   | Fratelli d'Italia - Alleanza Nazionale | 1 931  | 6,34  | –     |
| Forza Italia                         | Arianna Cacioni          | Arianna Cacioni      | Arianna Cacioni   | 3 696   | 11,72   | 1 805                                  | 5,93   | –     |       |
| Seggio di coalizione                 | Seggio di coalizione     | Seggio di coalizione | Arianna Cacioni   | 3 696   | 11,72   | 1                                      |        |       |       |
|                                      | Giovanna Ammaturo        | Giovanna Ammaturo    | Giovanna Ammaturo | 2 589   | 8,21    | Noi con Salvini                        | 2 021  | 6,64  | –     |
| Direzione Italia-Movimento nazionale | Giovanna Ammaturo        | Giovanna Ammaturo    | Giovanna Ammaturo | 2 589   | 8,21    | 440                                    | 1,45   | –     |       |
| Seggio di coalizione                 | Seggio di coalizione     | Seggio di coalizione | Giovanna Ammaturo | 2 589   | 8,21    | 1                                      |        |       |       |
|                                      | Filippo Silvi            | Filippo Silvi        | Filippo Silvi     | 1 165   | 3,70    | Sinistra popolare                      | 1 073  | 3,52  | –     |
|                                      | Giorgio La Bianca        | Giorgio La Bianca    | Giorgio La Bianca | 1 066   | 3,38    | Uniti per vincere                      | 1 009  | 3,31  | –     |
|                                      | Antonio Tortora          | Antonio Tortora      | Antonio Tortora   | 799     | 2,53    | Guidonia Popolare                      | 788    | 2,59  | –     |
|                                      | Flora Fusciello          | Flora Fusciello      | Flora Fusciello   | 635     | 2,01    | Noi per Guidonia                       | 614    | 2,02  | –     |
|                                      | Morida Kalheil           | Morida Kalheil       | Morida Kalheil    | 335     | 1,06    | Partito Socialista Italiano            | 337    | 1,11  | –     |
| Totale                               | Totale                   | 20 557               | 100               | 31 523  | 100     |                                        | 30 446 | 100   | 24    |
|                                      |                          |                      |                   |         |         |                                        |        |       |       |
| Schede bianche                       | Schede bianche           | 114                  | 0,54              | 180     | 0,55    |                                        |        |       |       |
| Schede nulle                         | Schede nulle             | 491                  | 2,32              | 876     | 2,69    |                                        |        |       |       |
| Votanti                              | Votanti                  | 21 182               | 31,61             | 32 579  | 48,62   |                                        |        |       |       |
| Elettori                             | Elettori                 | 67 012               |                   | 67 012  |         |                                        |        |       |       |
|                                      |                          |                      |                   |         |         |                                        |        |       |       |
| Fonte: Ministero dell'interno        |                          |                      |                   |         |         |                                        |        |       |       |

### Ladispoli
| Candidati                              | Candidati                    | II turno                | II turno                | I turno | I turno | Liste                          | Voti   | %     | Seggi |
| Candidati                              | Candidati                    | Voti                    | %                       | Voti    | %       | Liste                          | Voti   | %     | Seggi |
| -------------------------------------- | ---------------------------- | ----------------------- | ----------------------- | ------- | ------- | ------------------------------ | ------ | ----- | ----- |
|                                        | Alessandro Grando ✔️ Sindaco | 7 587                   | 58,69                   | 4 069   | 24,74   | Associazione Cuori Ladispolani | 1 717  | 10,72 | 7     |
| Noi con Salvini                        | Alessandro Grando ✔️ Sindaco | 7 587                   | 58,69                   | 4 069   | 24,74   | 1 363                          | 8,51   | 5     |       |
| Fratelli d'Italia - Alleanza Nazionale | Alessandro Grando ✔️ Sindaco | 7 587                   | 58,69                   | 4 069   | 24,74   | 736                            | 4,60   | 3     |       |
|                                        | Marco Pierini                | 5 341                   | 41,31                   | 5 304   | 32,25   | Ladispoli città                | 2 138  | 13,35 | 2     |
| Partito Democratico                    | Marco Pierini                | 5 341                   | 41,31                   | 5 304   | 32,25   | 1 968                          | 12,29  | 2     |       |
| Protagonisti                           | Marco Pierini                | 5 341                   | 41,31                   | 5 304   | 32,25   | 877                            | 5,48   | –     |       |
| Governo civico per Ladispoli           | Marco Pierini                | 5 341                   | 41,31                   | 5 304   | 32,25   | 438                            | 2,73   | –     |       |
| Ladispoli Popolare                     | Marco Pierini                | 5 341                   | 41,31                   | 5 304   | 32,25   | 136                            | 0,85   | –     |       |
| Seggio di coalizione                   | Seggio di coalizione         | Seggio di coalizione    | 41,31                   | 5 304   | 32,25   | 1                              |        |       |       |
|                                        | Antonio Pizzuti Piccoli      | Antonio Pizzuti Piccoli | Antonio Pizzuti Piccoli | 3 748   | 22,79   | Movimento 5 Stelle             | 3 406  | 21,27 | 2     |
| Seggio di coalizione                   | Seggio di coalizione         | Seggio di coalizione    | Antonio Pizzuti Piccoli | 3 748   | 22,79   | 1                              |        |       |       |
|                                        | Giuseppe Loddo               | Giuseppe Loddo          | Giuseppe Loddo          | 1 806   | 10,98   | Si può fare                    | 1 751  | 10,93 | –     |
| Seggio di coalizione                   | Seggio di coalizione         | Seggio di coalizione    | Giuseppe Loddo          | 1 806   | 10,98   | 1                              |        |       |       |
|                                        | Franca Asciutto              | Franca Asciutto         | Franca Asciutto         | 605     | 3,68    | Forza Italia                   | 565    | 3,53  | –     |
|                                        | Giovanni Crimaldi            | Giovanni Crimaldi       | Giovanni Crimaldi       | 417     | 2,54    | Italia dei Valori (A)          | 394    | 2,46  | –     |
|                                        | Giuseppe Cifani              | Giuseppe Cifani         | Giuseppe Cifani         | 290     | 1,76    | Amo Ladispoli                  | 294    | 1,84  | –     |
|                                        | Giuseppe Corbo               | Giuseppe Corbo          | Giuseppe Corbo          | 209     | 1,27    | Progetto legalità              | 223    | 1,39  | –     |
| Totale                                 | Totale                       | 12 928                  | 100                     | 16 448  | 100     |                                | 16 016 | 100   | 24    |
|                                        |                              |                         |                         |         |         |                                |        |       |       |
| Schede bianche                         | Schede bianche               | 59                      | 0,44                    | 89      | 0,52    |                                |        |       |       |
| Schede nulle                           | Schede nulle                 | 350                     | 2,62                    | 578     | 3,38    |                                |        |       |       |
| Votanti                                | Votanti                      | 13 337                  | 43,57                   | 17 115  | 55,92   |                                |        |       |       |
| Elettori                               | Elettori                     | 30 608                  |                         | 30 608  |         |                                |        |       |       |
|                                        |                              |                         |                         |         |         |                                |        |       |       |
| Fonte: Ministero dell'interno          |                              |                         |                         |         |         |                                |        |       |       |

## Frosinone

### Frosinone
|                                        | Nicola Ottaviani ✔️ Sindaco | 15 038               | 56,39 | Ottaviani sindaco           | 3 364  | 12,96 | 5  |  |  |
| Forza Italia                           | Nicola Ottaviani ✔️ Sindaco | 15 038               | 56,39 | 3 097                       | 11,93  | 4     |    |  |  |
| Polo civico                            | Nicola Ottaviani ✔️ Sindaco | 15 038               | 56,39 | 2 578                       | 9,93   | 4     |    |  |  |
| Lista per Frosinone                    | Nicola Ottaviani ✔️ Sindaco | 15 038               | 56,39 | 1 420                       | 5,47   | 2     |    |  |  |
| Alternativa Popolare                   | Nicola Ottaviani ✔️ Sindaco | 15 038               | 56,39 | 1 420                       | 5,47   | 2     |    |  |  |
| Cuoritaliani                           | Nicola Ottaviani ✔️ Sindaco | 15 038               | 56,39 | 1 114                       | 4,29   | 1     |    |  |  |
| Frosinone capoluogo                    | Nicola Ottaviani ✔️ Sindaco | 15 038               | 56,39 | 907                         | 3,49   | 1     |    |  |  |
| Fratelli d'Italia - Alleanza Nazionale | Nicola Ottaviani ✔️ Sindaco | 15 038               | 56,39 | 831                         | 3,20   | 1     |    |  |  |
| Forza Frosinone                        | Nicola Ottaviani ✔️ Sindaco | 15 038               | 56,39 | 812                         | 3,13   | 1     |    |  |  |
|                                        | Fabrizio Cristofari         | 7 271                | 27,26 | Partito Democratico         | 2 414  | 9,30  | 3  |  |  |
| Cristofari sindaco                     | Fabrizio Cristofari         | 7 271                | 27,26 | 2 403                       | 9,26   | 3     |    |  |  |
| Socialisti e Riformisti                | Fabrizio Cristofari         | 7 271                | 27,26 | 1 367                       | 5,27   | 2     |    |  |  |
| Frosinone Città grande                 | Fabrizio Cristofari         | 7 271                | 27,26 | 349                         | 1,34   | –     |    |  |  |
| La tenda                               | Fabrizio Cristofari         | 7 271                | 27,26 | 242                         | 0,93   | –     |    |  |  |
| Seggio di coalizione                   | Seggio di coalizione        | Seggio di coalizione | 27,26 | 1                           |        |       |    |  |  |
|                                        | Christian Bellincampi       | 1 884                | 7,06  | Movimento 5 Stelle          | 1 523  | 5,87  | 1  |  |  |
| Seggio di coalizione                   | Seggio di coalizione        | Seggio di coalizione | 7,06  | 1                           |        |       |    |  |  |
|                                        | Stefano Pizzutelli          | 1 297                | 4,86  | Frosinone in Comune         | 1 245  | 4,80  | –  |  |  |
| Seggio di coalizione                   | Seggio di coalizione        | Seggio di coalizione | 4,86  | 1                           |        |       |    |  |  |
|                                        | Giuseppina Bonaviri         | 630                  | 2,36  | Giuseppina Bonaviri sindaca | 553    | 2,13  | –  |  |  |
|                                        | Fernando Incitti            | 550                  | 2,06  | CasaPound Italia            | 447    | 1,72  | –  |  |  |
| Totale                                 | Totale                      | 26 670               | 100   |                             | 25 954 | 100   | 32 |  |  |
|                                        |                             |                      |       |                             |        |       |    |  |  |
| Schede bianche                         | Schede bianche              | 107                  | 0,39  |                             |        |       |    |  |  |
| Schede nulle                           | Schede nulle                | 613                  | 2,24  |                             |        |       |    |  |  |
| Votanti                                | Votanti                     | 27 390               | 72,48 |                             |        |       |    |  |  |
| Elettori                               | Elettori                    | 37 790               |       |                             |        |       |    |  |  |
|                                        |                             |                      |       |                             |        |       |    |  |  |
| Fonte: Ministero dell'interno          |                             |                      |       |                             |        |       |    |  |  |

## Latina

### Gaeta
|                               | Cosmo Mitrano ✔️ Sindaco | 6 983                | 55,70 | Azzurri per crescere ancora | 1 862  | 15,38 | 3  |  |  |
| Gaeta c'è                     | Cosmo Mitrano ✔️ Sindaco | 6 983                | 55,70 | 1 084                       | 8,95   | 2     |    |  |  |
| Gaeta Democratica             | Cosmo Mitrano ✔️ Sindaco | 6 983                | 55,70 | 1 030                       | 8,51   | 2     |    |  |  |
| Ama Gaeta                     | Cosmo Mitrano ✔️ Sindaco | 6 983                | 55,70 | 909                         | 7,51   | 1     |    |  |  |
| Gaeta al Centro               | Cosmo Mitrano ✔️ Sindaco | 6 983                | 55,70 | 909                         | 7,51   | 1     |    |  |  |
| Il nuovo quadrifoglio         | Cosmo Mitrano ✔️ Sindaco | 6 983                | 55,70 | 554                         | 4,58   | 1     |    |  |  |
| LeAli per Gaeta               | Cosmo Mitrano ✔️ Sindaco | 6 983                | 55,70 | 552                         | 4,56   | 1     |    |  |  |
| Scelta X Gaeta                | Cosmo Mitrano ✔️ Sindaco | 6 983                | 55,70 | 416                         | 3,44   | –     |    |  |  |
|                               | Massimo Magliozzi        | 2 389                | 19,06 | Il veliero                  | 592    | 4,89  | 1  |  |  |
| Nuova Area                    | Massimo Magliozzi        | 2 389                | 19,06 | 448                         | 3,70   | 1     |    |  |  |
| Azione Popolare               | Massimo Magliozzi        | 2 389                | 19,06 | 324                         | 2,68   | –     |    |  |  |
| Noi di Gaeta                  | Massimo Magliozzi        | 2 389                | 19,06 | 308                         | 2,54   | –     |    |  |  |
| Puntare al massimo            | Massimo Magliozzi        | 2 389                | 19,06 | 268                         | 2,21   | –     |    |  |  |
| Mare amico                    | Massimo Magliozzi        | 2 389                | 19,06 | 207                         | 1,71   | –     |    |  |  |
| La rosa dei venti             | Massimo Magliozzi        | 2 389                | 19,06 | 58                          | 0,48   | –     |    |  |  |
| Seggio di coalizione          | Seggio di coalizione     | Seggio di coalizione | 19,06 | 1                           |        |       |    |  |  |
|                               | Luigi Passerino          | 1 013                | 8,08  | Obiettivo giovani           | 251    | 2,07  | –  |  |  |
| Obiettivo comune              | Luigi Passerino          | 1 013                | 8,08  | 205                         | 1,69   | –     |    |  |  |
| Insieme per Gaeta             | Luigi Passerino          | 1 013                | 8,08  | 167                         | 1,38   | –     |    |  |  |
| La Gaeta che vorrei           | Luigi Passerino          | 1 013                | 8,08  | 56                          | 0,46   | –     |    |  |  |
| Gaeta smart                   | Luigi Passerino          | 1 013                | 8,08  | 29                          | 0,24   | –     |    |  |  |
| Seggio di coalizione          | Seggio di coalizione     | Seggio di coalizione | 8,08  | 1                           |        |       |    |  |  |
|                               | Emiliano Scincariello    | 723                  | 5,77  | Una nuova stagione          | 491    | 4,06  | –  |  |  |
| Il faro                       | Emiliano Scincariello    | 723                  | 5,77  | 142                         | 1,17   | –     |    |  |  |
| Seggio di coalizione          | Seggio di coalizione     | Seggio di coalizione | 5,77  | 1                           |        |       |    |  |  |
|                               | Antonio Raimondi         | 517                  | 4,12  | Movimento Progressista      | 261    | 2,16  | –  |  |  |
| Lista Civica per Raimondi     | Antonio Raimondi         | 517                  | 4,12  | 170                         | 1,40   | –     |    |  |  |
|                               | Laura Vallucci           | 469                  | 3,74  | Movimento 5 Stelle          | 407    | 3,36  | –  |  |  |
|                               | Benedetto Crocco         | 257                  | 2,05  | Rifondazione Comunista      | 202    | 1,67  | –  |  |  |
|                               | Mauro Pecchia            | 185                  | 1,48  | CasaPound Italia            | 111    | 0,92  | –  |  |  |
| Totale                        | Totale                   | 12 536               | 100   |                             | 12 108 | 100   | 16 |  |  |
|                               |                          |                      |       |                             |        |       |    |  |  |
| Schede bianche                | Schede bianche           | 50                   | 0,38  |                             |        |       |    |  |  |
| Schede nulle                  | Schede nulle             | 402                  | 3,10  |                             |        |       |    |  |  |
| Votanti                       | Votanti                  | 12 988               | 67,91 |                             |        |       |    |  |  |
| Elettori                      | Elettori                 | 19 126               |       |                             |        |       |    |  |  |
|                               |                          |                      |       |                             |        |       |    |  |  |
| Fonte: Ministero dell'interno |                          |                      |       |                             |        |       |    |  |  |

### Sabaudia
| Candidati                              | Candidati                   | II turno                    | II turno                    | I turno | I turno | Liste                        | Voti  | %     | Seggi |
| Candidati                              | Candidati                   | Voti                        | %                           | Voti    | %       | Liste                        | Voti  | %     | Seggi |
| -------------------------------------- | --------------------------- | --------------------------- | --------------------------- | ------- | ------- | ---------------------------- | ----- | ----- | ----- |
|                                        | Giada Gervasi ✔️ Sindaco    | 6 328                       | 77,75                       | 4 908   | 48,18   | Giada Gervasi sindaco        | 2 938 | 30,38 | 7     |
| Sabaudia ai cittadini                  | Giada Gervasi ✔️ Sindaco    | 6 328                       | 77,75                       | 4 908   | 48,18   | 767                          | 7,93  | 2     |       |
| I giovani cittadini                    | Giada Gervasi ✔️ Sindaco    | 6 328                       | 77,75                       | 4 908   | 48,18   | 763                          | 7,89  | 1     |       |
|                                        | Giovanni Secci              | 1 811                       | 22,25                       | 2 524   | 24,78   | Forza Italia                 | 1 168 | 12,08 | 2     |
| Fratelli d'Italia - Alleanza Nazionale | Giovanni Secci              | 1 811                       | 22,25                       | 2 524   | 24,78   | 496                          | 5,13  | 1     |       |
| Idea                                   | Giovanni Secci              | 1 811                       | 22,25                       | 2 524   | 24,78   | 380                          | 3,93  | –     |       |
| Secci sindaco                          | Giovanni Secci              | 1 811                       | 22,25                       | 2 524   | 24,78   | 364                          | 3,76  | –     |       |
| Cambia Sabaudia                        | Giovanni Secci              | 1 811                       | 22,25                       | 2 524   | 24,78   | 129                          | 1,33  | –     |       |
| Seggio di coalizione                   | Seggio di coalizione        | Seggio di coalizione        | 22,25                       | 2 524   | 24,78   | 1                            |       |       |       |
|                                        | Pasquale "Lino" Capriglione | Pasquale "Lino" Capriglione | Pasquale "Lino" Capriglione | 1 725   | 16,94   | Amare Sabaudia - Lista Lucci | 968   | 10,01 | 1     |
| Obiettivo in comune                    | Pasquale "Lino" Capriglione | Pasquale "Lino" Capriglione | Pasquale "Lino" Capriglione | 1 725   | 16,94   | 767                          | 7,93  | –     |       |
| Seggio di coalizione                   | Seggio di coalizione        | Seggio di coalizione        | Pasquale "Lino" Capriglione | 1 725   | 16,94   | 1                            |       |       |       |
|                                        | Massimiliano Fantini        | Massimiliano Fantini        | Massimiliano Fantini        | 372     | 3,65    | Movimento 5 Stelle           | 333   | 3,44  | –     |
|                                        | Roberto Bordignon           | Roberto Bordignon           | Roberto Bordignon           | 360     | 3,53    | Movimento Libera Sabaudia    | 330   | 3,41  | –     |
|                                        | Amedeo Bianchi              | Amedeo Bianchi              | Amedeo Bianchi              | 297     | 2,92    | Partito Democratico          | 297   | 3,07  | –     |
| Totale                                 | Totale                      | 8 139                       | 100                         | 10 186  | 100     |                              | 9 671 | 100   | 16    |
|                                        |                             |                             |                             |         |         |                              |       |       |       |
| Schede bianche                         | Schede bianche              | 27                          | 0,33                        | 42      | 0,40    |                              |       |       |       |
| Schede nulle                           | Schede nulle                | 116                         | 1,40                        | 251     | 2,40    |                              |       |       |       |
| Votanti                                | Votanti                     | 8 282                       | 53,59                       | 10 479  | 67,80   |                              |       |       |       |
| Elettori                               | Elettori                    | 15 455                      |                             | 15 455  |         |                              |       |       |       |
|                                        |                             |                             |                             |         |         |                              |       |       |       |
| Fonte: Ministero dell'interno          |                             |                             |                             |         |         |                              |       |       |       |

### Sezze
|                               | Sergio Di Raimo ✔️ Sindaco | 6 988                | 54,45 | Partito Democratico        | 3 004  | 24,20 | 5  |  |  |
| Sezze futura                  | Sergio Di Raimo ✔️ Sindaco | 6 988                | 54,45 | 1 690                      | 13,61  | 3     |    |  |  |
| Sezze protagonista            | Sergio Di Raimo ✔️ Sindaco | 6 988                | 54,45 | 1 253                      | 10,09  | 2     |    |  |  |
| Di Raimo sindaco              | Sergio Di Raimo ✔️ Sindaco | 6 988                | 54,45 | 978                        | 7,88   | 1     |    |  |  |
| Iris setina                   | Sergio Di Raimo ✔️ Sindaco | 6 988                | 54,45 | 516                        | 4,16   | –     |    |  |  |
|                               | Paride Martella            | 2 497                | 19,46 | Bianco Leone               | 1 255  | 10,11 | 1  |  |  |
| Forza Sezze                   | Paride Martella            | 2 497                | 19,46 | 858                        | 6,91   | 1     |    |  |  |
| Movimento per Sezze           | Paride Martella            | 2 497                | 19,46 | 235                        | 1,89   | –     |    |  |  |
| Seggio di coalizione          | Seggio di coalizione       | Seggio di coalizione | 19,46 | 1                          |        |       |    |  |  |
|                               | Rita Palombi               | 1 892                | 14,74 | Sezze Bene Comune          | 831    | 6,69  | 1  |  |  |
| SBC Giovani                   | Rita Palombi               | 1 892                | 14,74 | 549                        | 4,42   | –     |    |  |  |
| Cittadino rinasce             | Rita Palombi               | 1 892                | 14,74 | 106                        | 0,85   | –     |    |  |  |
| Seggio di coalizione          | Seggio di coalizione       | Seggio di coalizione | 14,74 | 1                          |        |       |    |  |  |
|                               | Damiano Risi               | 603                  | 4,70  | Movimento 5 Stelle         | 453    | 3,65  | –  |  |  |
|                               | Roberto Reginaldi          | 586                  | 4,57  | Noi con Salvini            | 481    | 3,87  | –  |  |  |
|                               | Gaetano Leonoro            | 174                  | 1,36  | Partito Comunista Italiano | 140    | 1,13  | –  |  |  |
|                               | Giuseppe Ceritello         | 94                   | 0,73  | Ceritello sindaco          | 66     | 0,53  | –  |  |  |
| Totale                        | Totale                     | 12 834               | 100   |                            | 12 415 | 100   | 16 |  |  |
|                               |                            |                      |       |                            |        |       |    |  |  |
| Schede bianche                | Schede bianche             | 104                  | 0,78  |                            |        |       |    |  |  |
| Schede nulle                  | Schede nulle               | 364                  | 2,74  |                            |        |       |    |  |  |
| Votanti                       | Votanti                    | 13 302               | 67,13 |                            |        |       |    |  |  |
| Elettori                      | Elettori                   | 19 815               |       |                            |        |       |    |  |  |
|                               |                            |                      |       |                            |        |       |    |  |  |
| Fonte: Ministero dell'interno |                            |                      |       |                            |        |       |    |  |  |

## Rieti

### Rieti
| Candidati                                    | Candidati                    | II turno             | II turno         | I turno | I turno | Liste               | Voti   | %     | Seggi |
| Candidati                                    | Candidati                    | Voti                 | %                | Voti    | %       | Liste               | Voti   | %     | Seggi |
| -------------------------------------------- | ---------------------------- | -------------------- | ---------------- | ------- | ------- | ------------------- | ------ | ----- | ----- |
|                                              | Antonio Cicchetti ✔️ Sindaco | 12 660               | 50,20            | 1 318   | 4,74    | Forza Italia        | 2 740  | 10,44 | 5     |
| Uniti per Rieti                              | Antonio Cicchetti ✔️ Sindaco | 12 660               | 50,20            | 1 318   | 4,74    | 2 229               | 8,49   | 4     |       |
| #IoCiSto                                     | Antonio Cicchetti ✔️ Sindaco | 12 660               | 50,20            | 1 318   | 4,74    | 2 177               | 8,29   | 3     |       |
| Agire-Fratelli d'Italia - Alleanza Nazionale | Antonio Cicchetti ✔️ Sindaco | 12 660               | 50,20            | 1 318   | 4,74    | 1 718               | 6,55   | 3     |       |
| Patto x Rieti                                | Antonio Cicchetti ✔️ Sindaco | 12 660               | 50,20            | 1 318   | 4,74    | 1 398               | 5,33   | 2     |       |
| Alternativa per Rieti                        | Antonio Cicchetti ✔️ Sindaco | 12 660               | 50,20            | 1 318   | 4,74    | 565                 | 2,15   | 2     |       |
| Direzione Italia                             | Antonio Cicchetti ✔️ Sindaco | 12 660               | 50,20            | 1 318   | 4,74    | 565                 | 2,15   | 1     |       |
| Amo Rieti                                    | Antonio Cicchetti ✔️ Sindaco | 12 660               | 50,20            | 1 318   | 4,74    | 385                 | 1,47   | –     |       |
| Unione di Centro                             | Antonio Cicchetti ✔️ Sindaco | 12 660               | 50,20            | 1 318   | 4,74    | 94                  | 0,36   | –     |       |
|                                              | Simone Petrangeli            | 12 560               | 49,80            | 11 607  | 41,78   | Partito Democratico | 3 433  | 13,08 | 4     |
| Avanti tutta!                                | Simone Petrangeli            | 12 560               | 49,80            | 11 607  | 41,78   | 2 203               | 8,39   | 2     |       |
| Rieti cambia                                 | Simone Petrangeli            | 12 560               | 49,80            | 11 607  | 41,78   | 1 647               | 6,27   | 1     |       |
| Coalizione civica                            | Simone Petrangeli            | 12 560               | 49,80            | 11 607  | 41,78   | 1 481               | 5,64   | 1     |       |
| Partito Socialista Italiano                  | Simone Petrangeli            | 12 560               | 49,80            | 11 607  | 41,78   | 1 205               | 4,59   | 1     |       |
| Alleanza per Rieti                           | Simone Petrangeli            | 12 560               | 49,80            | 11 607  | 41,78   | 776                 | 2,96   | –     |       |
| Seggio di coalizione                         | Seggio di coalizione         | Seggio di coalizione | 49,80            | 11 607  | 41,78   | 1                   |        |       |       |
|                                              | Giosuè Calabrese             | Giosuè Calabrese     | Giosuè Calabrese | 1 469   | 5,29    | Rieti merita (A)    | 1 581  | 6,02  | –     |
| Seggio di coalizione                         | Seggio di coalizione         | Seggio di coalizione | Giosuè Calabrese | 1 469   | 5,29    | 1                   |        |       |       |
|                                              | Ludovica Rando               | Ludovica Rando       | Ludovica Rando   | 1 465   | 5,27    | Movimento 5 Stelle  | 1 213  | 4,62  | –     |
| Seggio di coalizione                         | Seggio di coalizione         | Seggio di coalizione | Ludovica Rando   | 1 465   | 5,27    | 1                   |        |       |       |
|                                              | Massimo D'Angeli             | Massimo D'Angeli     | Massimo D'Angeli | 100     | 0,36    | Forza Nuova         | 70     | 0,27  | –     |
| Totale                                       | Totale                       | 25 220               | 100              | 27 779  | 100     |                     | 26 249 | 100   | 32    |
|                                              |                              |                      |                  |         |         |                     |        |       |       |
| Schede bianche                               | Schede bianche               | 131                  | 0,51             | 94      | 0,33    |                     |        |       |       |
| Schede nulle                                 | Schede nulle                 | 367                  | 1,43             | 583     | 2,05    |                     |        |       |       |
| Votanti                                      | Votanti                      | 25 718               | 65,50            | 28 458  | 72,48   |                     |        |       |       |
| Elettori                                     | Elettori                     | 39 262               |                  | 39 262  |         |                     |        |       |       |
|                                              |                              |                      |                  |         |         |                     |        |       |       |
| Fonte: Ministero dell'interno                |                              |                      |                  |         |         |                     |        |       |       |

## Viterbo

### Tarquinia
| Candidati                     | Candidati                   | II turno               | II turno               | I turno | I turno | Liste                            | Voti  | %     | Seggi |
| Candidati                     | Candidati                   | Voti                   | %                      | Voti    | %       | Liste                            | Voti  | %     | Seggi |
| ----------------------------- | --------------------------- | ---------------------- | ---------------------- | ------- | ------- | -------------------------------- | ----- | ----- | ----- |
|                               | Pietro Mencarini ✔️ Sindaco | 5 368                  | 65,67                  | 2 571   | 26,61   | #CambiareSiPuò Rinnova           | 1 184 | 12,65 | 5     |
| Idea sviluppo                 | Pietro Mencarini ✔️ Sindaco | 5 368                  | 65,67                  | 2 571   | 26,61   | 703                              | 7,51  | 3     |       |
| Città di Tarquinia            | Pietro Mencarini ✔️ Sindaco | 5 368                  | 65,67                  | 2 571   | 26,61   | 684                              | 7,31  | 2     |       |
|                               | Giovanni Moscherini         | 2 806                  | 34,33                  | 1 871   | 19,36   | Il cantiere della nuova politica | 825   | 8,82  | 1     |
| Moscherini sindaco            | Giovanni Moscherini         | 2 806                  | 34,33                  | 1 871   | 19,36   | 629                              | 6,72  | –     |       |
| Rinascimento                  | Giovanni Moscherini         | 2 806                  | 34,33                  | 1 871   | 19,36   | 184                              | 1,97  | –     |       |
| Lavoro commercio turismo      | Giovanni Moscherini         | 2 806                  | 34,33                  | 1 871   | 19,36   | 94                               | 1,00  | –     |       |
| Seggio di coalizione          | Seggio di coalizione        | Seggio di coalizione   | 34,33                  | 1 871   | 19,36   | 1                                |       |       |       |
|                               | Anselmo Ranucci             | Anselmo Ranucci        | Anselmo Ranucci        | 1 631   | 16,88   | Partito Democratico              | 1 034 | 11,05 | 1     |
| Impegno sociale               | Anselmo Ranucci             | Anselmo Ranucci        | Anselmo Ranucci        | 1 631   | 16,88   | 359                              | 3,84  | –     |       |
| Siamo Tarquinia               | Anselmo Ranucci             | Anselmo Ranucci        | Anselmo Ranucci        | 1 631   | 16,88   | 345                              | 3,69  | –     |       |
| Seggio di coalizione          | Seggio di coalizione        | Seggio di coalizione   | Anselmo Ranucci        | 1 631   | 16,88   | 1                                |       |       |       |
|                               | Renato Bacciardi            | Renato Bacciardi       | Renato Bacciardi       | 1 587   | 16,42   | Bacciardi sindaco                | 992   | 10,60 | –     |
| Moderati e Riformisti         | Renato Bacciardi            | Renato Bacciardi       | Renato Bacciardi       | 1 587   | 16,42   | 262                              | 2,80  | –     |       |
| Passione Tarquinia            | Renato Bacciardi            | Renato Bacciardi       | Renato Bacciardi       | 1 587   | 16,42   | 167                              | 1,78  | –     |       |
| Tarquinia Bene Comune         | Renato Bacciardi            | Renato Bacciardi       | Renato Bacciardi       | 1 587   | 16,42   | 123                              | 1,31  | –     |       |
| Seggio di coalizione          | Seggio di coalizione        | Seggio di coalizione   | Renato Bacciardi       | 1 587   | 16,42   | 1                                |       |       |       |
|                               | Ernesto Cesarini            | Ernesto Cesarini       | Ernesto Cesarini       | 1 383   | 14,31   | Movimento 5 Stelle               | 1 197 | 12,79 | –     |
| Seggio di coalizione          | Seggio di coalizione        | Seggio di coalizione   | Ernesto Cesarini       | 1 383   | 14,31   | 1                                |       |       |       |
|                               | Isabella Alessandrucci      | Isabella Alessandrucci | Isabella Alessandrucci | 620     | 6,42    | Una primavera per Tarquinia      | 577   | 6,17  | –     |
| Totale                        | Totale                      | 8 174                  | 100                    | 9 663   | 100     |                                  | 9 359 | 100   | 16    |
|                               |                             |                        |                        |         |         |                                  |       |       |       |
| Schede bianche                | Schede bianche              | 71                     | 0,84                   | 37      | 0,37    |                                  |       |       |       |
| Schede nulle                  | Schede nulle                | 193                    | 2,29                   | 353     | 3,51    |                                  |       |       |       |
| Votanti                       | Votanti                     | 8 438                  | 60,86                  | 10 053  | 72,51   |                                  |       |       |       |
| Elettori                      | Elettori                    | 13 865                 |                        | 13 865  |         |                                  |       |       |       |
|                               |                             |                        |                        |         |         |                                  |       |       |       |
| Fonte: Ministero dell'interno |                             |                        |                        |         |         |                                  |       |       |       |